# محصة (المكلا)

تعديل مصدري - تعديل

محصة هي إحدى قرى عزلة المكلا بمديرية المكلا التابعة لمحافظة حضرموت، بلغ تعداد سكانها 225 نسمة حسب تعداد اليمن لعام 2004.